# Íbis (Ovídio)
Íbis é um poema escrito por Ovídio em dístico elegíaco quando estava exilado em território geta. O poema é uma longa maldição dirigida a um antigo amigo do poeta que em lugar de o apoiar quando do seu exílio, aproveitou-se da situação, tentando tirar proveito material dela e prejudicando o poeta. O autor da Arte de amar foi buscar o título na obra do poeta grego Calímaco.

## Traduções em língua portuguesa
Possuímos em nossa língua materna uma tradução feita por Tassilo Orpheu Spalding.